# Battery Park
Battery Park és un parc de 10 hectàrees situat a la punta sud de l'illa de Manhattan a New York.

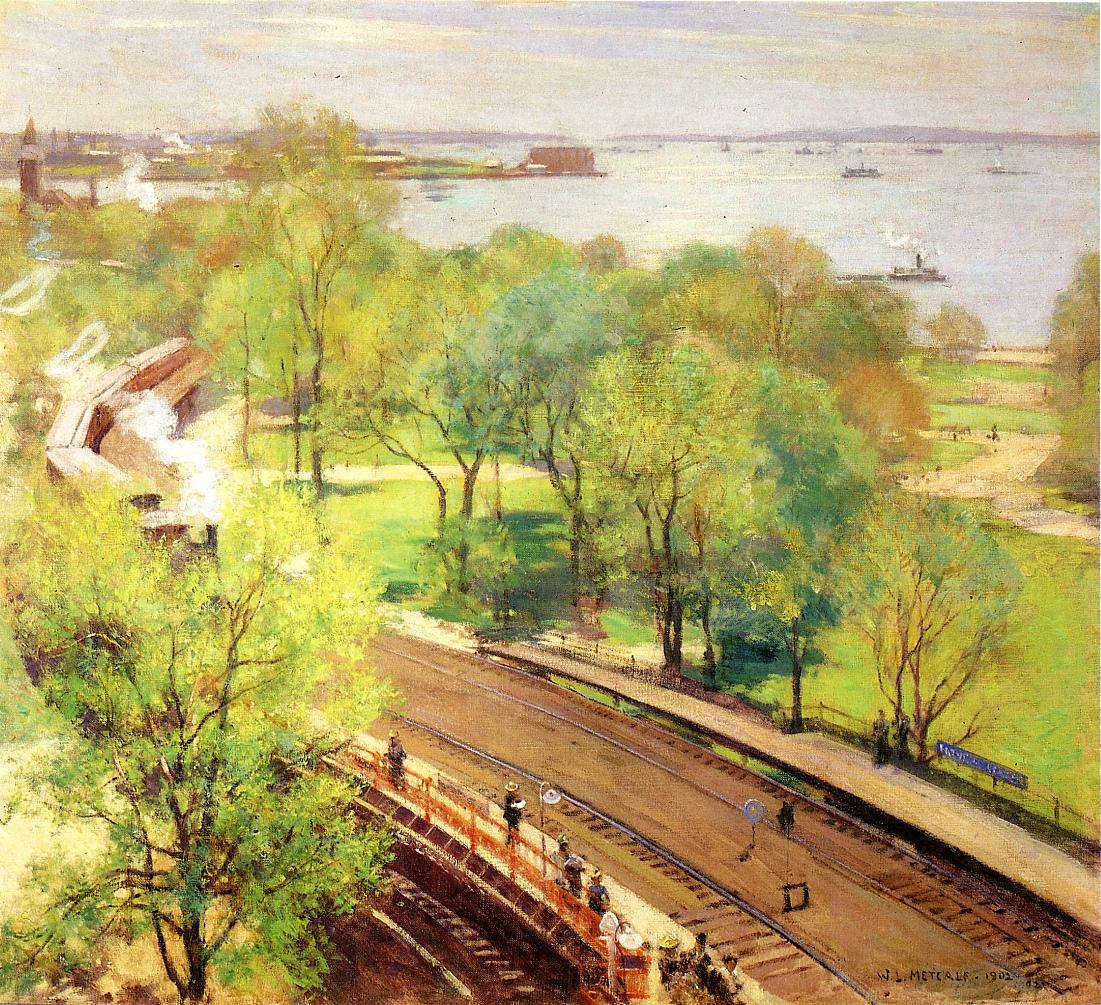
Willard Leroy Metcalf, Battery Park a la primavera, 1902

El seu nom prové de les peces d'artilleria que hi havia abans instal·lades, tant pels holandesos que els anglesos. S'hi ha condicionat a una de les seves extremitats, el Hope Garden (el jardí de l'esperança), un memorial per a les víctimes de la sida. Al sud es troba la terminal dels transbordadors amb destinació a l'estàtua de la Llibertat.
El parc ha donat el seu nom al barri que està situat just al nord, Battery Park City, en part construït terraplenant el riu Hudson als anys 1970 i 1980.
Dins del parc s'hi troba Castle Clinton, un fort americà construït just abans de la guerra de 1812 i batejat en honor de al batlle de l'època, DeWitt Clinton. Va esdevenir propietat de la ciutat de New York després de la guerra.
Battery Park acull avui l'escultura The Sphere fur Plaza Fountain (Fritz Koenig - 1971), que regnava abans sobre la plaça del World Trade Center, al peu de les Torres Bessones (Twin Towers). Malmesa i abonyegada, l'esfera testimonia la violència dels atemptats de l'11 de setembre de 2001. S'hi troba igualment el New York Korean War Memorial de l'escultor Mac Adams.
L'essencial de la disposició als anys 70 i 80 d'aquest barri prop de Wall Street ha estat feta pel promotor Paul Reichmann.
El 20 de maig de 1924, pel 300 aniversari de la fundació de New York, un monument va ser erigit en honor dels pioners valons.